# Lines Composed a few miles above Tintern Abbey

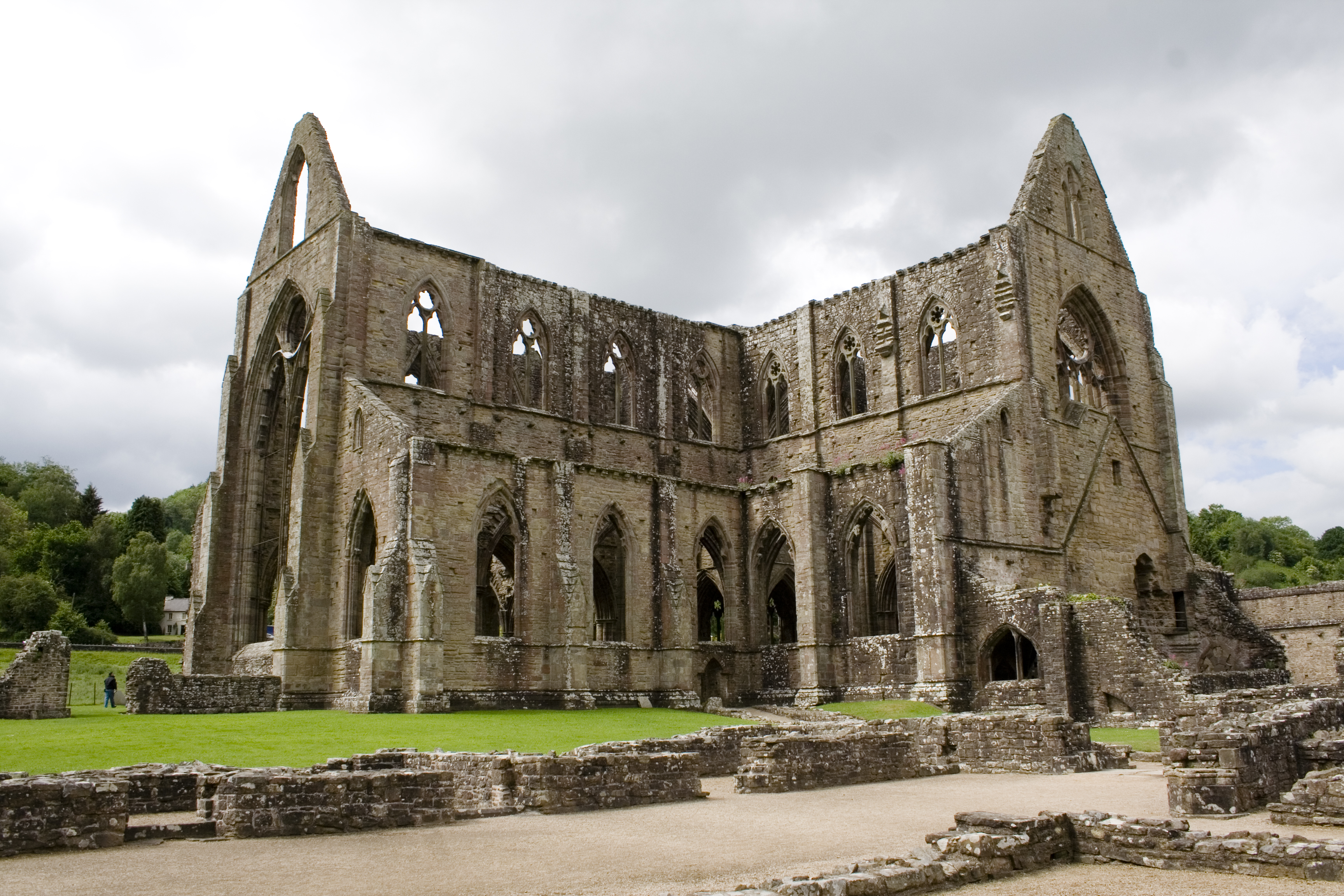
Tintern Abbey

Lines Composed a few miles above Tintern Abbey (Versregels, geschreven op enkele mijlen afstand van de abdij van Tintern, vaak afgekort tot "Tintern Abbey", of simpelweg "Lines") is een gedicht van de Engelse romantische dichter William Wordsworth. Het onderwerp van "Tintern Abbey" is het geheugen, met name jeugdherinneringen aan een hechte band met de natuurlijke schoonheid, en de levendige interactie tussen de geest van de mens en de natuur.
Tintern Abbey ligt in het zuidelijke deel van de Welshe county Monmouthshire, en werd verlaten in 1536. Het gedicht neemt een bijzondere plaats in Wordsworths werk in, omdat zijn beschrijvingen van de oevers van de rivier de Wye zijn algemene filosofie over de natuur schetsen, met name zijn pantheïsme en panpsychisme. Het is ook het gedicht waarmee hij de editie van 1798 van de Lyrical Ballads afsluit, hoewel het niet goed past bij de titel; het is ook langer dan de voorgaande gedichten. De volledige titel, zoals gegeven in Lyrical Ballads, is '"Lines Composed a Few Miles above Tintern Abbey, On Revisiting the Banks of the Wye during a Tour. July 13, 1798".
Het gedicht begint met een verklaring van de spreker dat vijf jaar zijn verstreken sinds hij deze plaats voor het laatst bezocht. Hij beschrijft het rustige, rustieke landschap, het vertrouwde gemurmel van de rivier en het effect dat deze hernieuwde kennismaking op hem heeft.
Five years have passed; five summers, with the length

Of five long winters! and again I hear

These waters, rolling from their mountain-springs

With a sweet inland murmur— eerste versregels van Lines Composed

## Nederlandse vertaling
- Cornelis W. Schoneveld, "Op een herneuwd bezoek aan de oevers van de Wye", p.43 van Lyriek uit de Engelse Romantiek 75 Gedichten van Wordsworth, Coleridge, Keats, Shelley, en Byron, gekozen en vertaald door Cornelis W. Schoneveld (Brave New Books, 2019)